# Кирич, Эдуард Ильич
Эдуард Ильич Ки́рич (род. 2 июня 1942, Омск, СССР) — советский и украинский художник-мультипликатор. Народный художник Украины (2004).

## Работы

### Художник-постановщик
1. «Почему у Петуха короткие штаны» (1966);
2. «Человек, который умел летать» (1968);
3. «Люди и двери» («Фитиль» № 70) (1968);
4. «Приключения казака Энея» (1969);
5. «Как казаки в футбол играли» (1970);
6. «Сказание про Игорев поход» (1972);
7. «Как казаки невест выручали» (1973);
8. «В мире пернатых» (1974);
9. «Что на что похоже» (1974);
10. «Как казаки соль покупали» (1975);
11. «Как мужья жён проучили» (1976);
12. «Самый главный воробей» (1977);
13. «Как казаки олимпийцами стали» (1978);
14. «Как казаки мушкетёрам помогали» (1979);
15. «Несчастливая звезда» (1981);
16. «Услуга» (1983);
17. «Старик и петух» (1984);
18. «Девочка и зайцы» (1985);
19. «Секрет фокуса» («Фитиль» № 281) (1985);
20. «Отцовская наука» (1986);
21. «Каменный век» (1987);
22. «Мы — женщины. Самая красивая» (1988);
23. «Энеида» (1991);
24. «DIG SQUAD. Фильм первый» (1993);
25. «DIG SQUAD. Фильм третий. Скипетр фараона» (1994);
26. «Как казаки в хоккей играли» (1995);
27. «Гадкий утёнок» (1996)[1];
28. «Лис Микита» (2007);
29. «Волшебный горох» (2008).
30. «Годы мои...»  (2013).

### Художник
1. «Как казаки кулеш варили» (1967);
2. «Приключения капитана Врунгеля (серии 1-3)» (1976);
3. «Лис и дрозд» (2006);
4. «Годы мои...»  (2013);
5. «Казаки. Футбол» (2016);
6. «Бравый молодой казак» (трейлер) (2017)[2].

### Художник-мультипликатор
1. «Тайна чёрного короля» (1965).
2. «Жизнь пополам» (1965).

### Художник-декоратор
1. Ивасик-Телесик (1968).
2. Гадкий утёнок (1996).

### Автор сценария
1. «Как казаки олимпийцами стали» (1978, соавтор);
2. «Отцовская наука» (1986, соавтор);
3. «Из жизни карандашей» (1988, соавтор);
4. «Как казаки в хоккей играли» (1995);
5. «Бобе майсес» (1992—1993[3], соавтор сценария);
6. «DIG SQUAD. Фильм первый» (1993, соавтор).

### Актёр озвучивания
1. «Годы мои...»  (2013).

## Награды и премии
- Государственная премия УССР имени Т. Г. Шевченко (1988) — за цикл мультфильмов о запорожских казаках
- Заслуженный художник Украины (2 ноября 1993 года) — за значительный личный вклад в развитие украинского изобразительного искусства, высокое профессиональное мастерство[4].
- Народный художник Украины (10 сентября 2004 года) — за весомый личный вклад в развитие украинского киноискусства, высокое профессиональное мастерство и многолетний плодотворный труд[5].